# 죽전역 시티프라디움
죽전역 시티프라디움(영어: Jukjeon Station City Pradium)은 대한민국 대구광역시 달서구 죽전동에 위치한 아파트다.

## 같이 보기
- 대구광역시의 마천루 목록